# Greenhills (Ohio)
Pour les articles homonymes, voir Greenhills.
Greenhills est un village américain situé dans le comté de Hamilton, dans l'Ohio. Selon le recensement de 2010, sa population est de 3 615 habitants.